# Типы парусных судов
Тип парусного судна — комплексная характеристика, определяющая уровень технического совершенства, главные размерения, число корпусов, особенности обводов и конструкции корпуса, вид парусного вооружения, наличие и тип вспомогательной двигательной установки, основное функциональное назначение судна, условное обозначение проекта в серии.
Тип парусного судна определяется комплексом его характеристик: условным обозначением эскизного проекта, определяющего: дату завершения разработки судна (уровень технического совершенства), основное функциональное назначение судна, главные размерения судна и его проектное водоизмещение, вид парусного вооружения (количество, тип и расположение мачт, типы парусов), тип вспомогательной энергетической установки, тип вспомогательного движителя, архитектурно-конструктивные особенности корпуса и надстроек (обводы корпуса, конструктивно-силовую схему набора, число палуб, расположение надстроек), состав и расположение артиллерийского вооружения.
Во времена античности, и даже к началу средних веков, парусные суда строили без предварительной проектной проработки — по наитию, при помощи примитивных средств производства, под руководством судостроителей-самородков (талантливых представителей социальных групп). Формирование типов парусных судов осуществлялось в процессе накопления опыта их постройки — неизбежно сопровождалось усложнением их конструктивного исполнения и увеличением размеров, что явилось фактором развития и совершенствования инженерных методов предварительного проектирования крупных парусных судов, обеспечивающих значительное снижение технических, а значит и финансовых рисков.
В развитии типов парусных судов можно выделить следующие исторические периоды: типы античности, типы средневековья (сер. XI÷сер. XVII ст.), типы Нового времени (сер. XVII÷ нач. XX ст.), типы Новейшего времени(XX÷ XXI ст.).

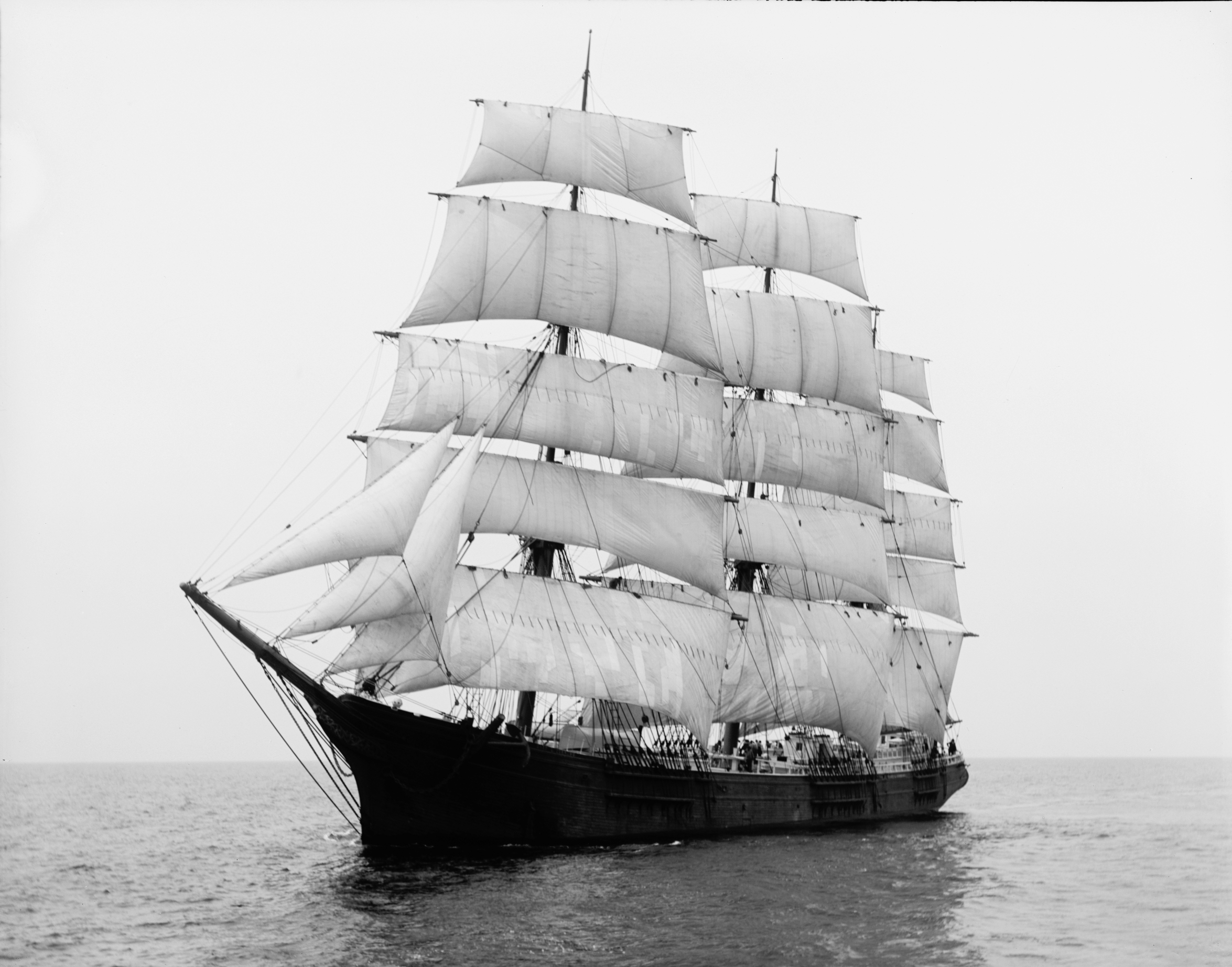
Трёхмачтовый корабль

## Виды парусного вооружения
Независимо от фактических размерений современные парусные суда по типу парусного вооружения делятся на большие (англ. tall ships) и малые (англ. small craft) парусные суда.
- Большие парусные суда имеют две и более мачт. Двухмачтовые большие суда имеют фок-мачту и грот-мачту, остальные — фок-мачту, одну или более грот-мачт и бизань-мачту
- Малые парусные суда имеют одну или две мачты. Чтобы подчеркнуть их отличие от больших, малые двухмачтовые парусные суда имеют только грот-мачту (первая от носа) и бизань-мачту (вторая). Бизань-мачта, как правило, значительно меньше грот-мачты, поэтому такие суда иногда называют «полуторамачтовыми». Исторически, существовали маломерные парусники с тремя и более мачтами (например, люггер)

По типу парусного вооружения выделяют следующие типы судов:
- Суда с прямым парусным вооружением — имеют прямые паруса на всех мачтах
- Суда со смешанным парусным вооружением — имеют как прямые, так и косые паруса на мачтах
- Суда с косым парусным вооружением — имеют косые паруса на всех мачтах

Разделение — условно, так как возможны сочетания прямых и косых парусов у всех типов. Однако прямым считается вооружение, при котором главными являются прямые паруса (приспособленное прежде всего для них), а косым — где главные паруса косые. Большие парусные суда могут иметь любой тип парусного вооружения. Малые парусные суда чаще всего имеют только косое вооружение.

## Большие суда с прямым парусным вооружением

### Корабль

Трёхмачтовый корабль

Корабль имеет прямое вооружение на всех мачтах (числом три и более). Основной рангоут корабля состоит из трёх или более мачт, реев на всех мачтах, гика и гафеля на бизани и бушприта. Мачты могут надставляться стеньгами, бушприт — утлегарями, реи — лисель-спиртами.
Передняя мачта называется фок-мачтой, задняя — бизань-мачтой, остальные — грот-мачтами (если грот-мачт несколько, именуются с носа в корму: первая, вторая и так далее).
Реи фок-мачты: фока-рей, фор-марса-рей (возможны верхний и нижний), фор-брам-рей (верхний и нижний), фор-бом-брам-рей, фор-трюм-рей.
Реи грот-мачты: грота-рей, грот-марса-рей (верхний и нижний), грот-брам-рей (верхний и нижний), грот-бом-брам-рей, грот-трюм-рей. В случае нескольких грот-мачт, прибавляется номер (например: первый нижний грот-марса рей).
Реи бизань-мачты: бегин-рей, крюйс-марса-рей (верхний и нижний), крюйс-брам-рей (верхний и нижний), крюйс-бом-брам-рей, крюйс-трюм-рей.
Паруса фок-мачты: фок, фор-марсель (верхний и нижний), фор-брамсель (верхний и нижний), фор-бом-брамсель, фор-трюмсель. Может иметь косые паруса: фока-трисель и фор-брам трисель
Паруса грот-мачты: грот, грот-марсель (верхний и нижний), грот-брамсель (верхний и нижний), грот-бом-брамсель, грот-трюмсель. Возможны косые паруса: грота-трисель и грот-брам трисель.
Паруса бизань-мачты: бизань (бизань и контр-бизань), крюйс-марсель (реже именуемый крюйсель, верхний и нижний), крюйс-брамсель (верхний и нижний), крюйс-бом-брамсель, крюйс-трюмсель.
Если на первом ярусе бизань-мачты установлен прямой парус, то он называется бизанью, а гафельный парус называется контр-бизанью. Если прямого паруса на первом ярусе нет, то бизанью называется гафельный парус.
Передние паруса: фока-стаксель либо фор-стень-стаксель, кливер, бом-кливер, летучий кливер — косые. Исторически бушприт мог иметь прямые паруса: подвешенный под ним блинд (на блинда-рее) и бом-блинд (на блинд-стеньге).
Стаксели между фок-мачтой и грот-мачтой: грота-стаксель, грот-стень-стаксель, грот-брам-стень-стаксель, грот-бом-брам-стень-стаксель, грот-трюм-стень-стаксель. Если грот-мачт несколько, именуются с прибавлением номера.
Стаксели между грот-мачтой и бизань-мачтой: апсель, крюйс-стень-стаксель, крюйс-брам-стень-стаксель, крюйс-бом-брам-стень-стаксель, крюйс-трюм-стень-стаксель.
Дополнительно может нести лиселя, выставляемые на лисель-спиртах побортно от прямых парусов.
В современности существуют различные суда, оснащенные парусной установкой (жёсткий парус), напр., крупнотоннажные танкеры.

### Барк

Трёхмачтовый барк

Барк имеет не менее трёх мачт, несёт косые паруса на бизань-мачте и прямые паруса на остальных мачтах. Передняя мачта называется фок-мачтой, задняя — бизань-мачтой, остальные — грот-мачтами. Паруса бизань-мачты: косая бизань (бизань), гаф-топсель. Вооружение остальных мачт то же, что при вооружении кораблём.

### Бриг

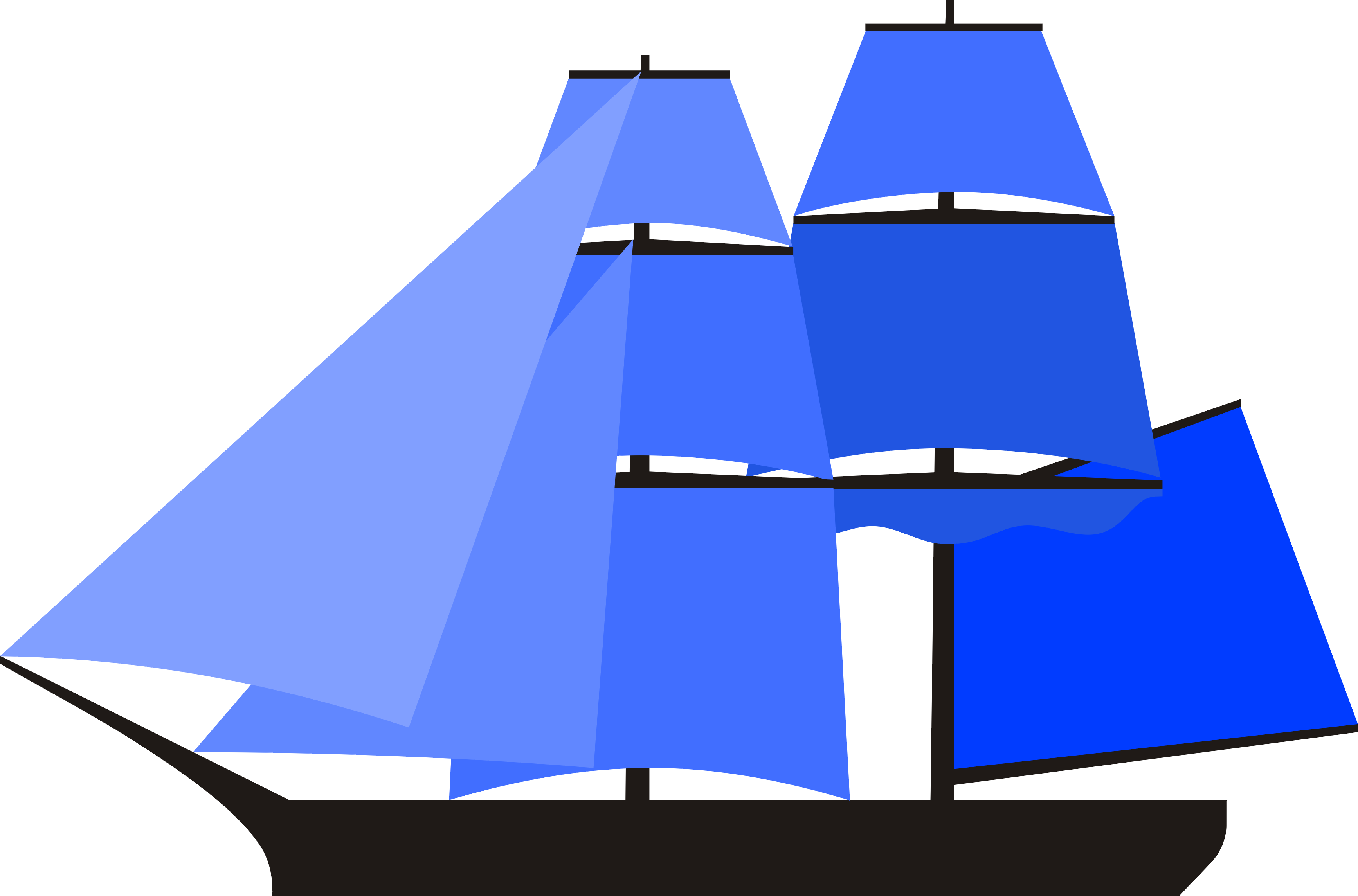
Бриг

Бриг всегда имеет две мачты с прямыми парусами. Рангоут брига состоит из двух мачт: фок-мачты и грот-мачты, бушприта и реев и соответствующих стеньг, утлегарей и спиртов. На грот-мачте также имеются гик и гафель для крепления грота-гаф-триселя (иногда ошибочно называемого бизанью, что неверно, т.к. у брига нет бизань-мачты, и, следовательно, её принадлежностей).
Бриги всегда меньше кораблей и барков, и имеют меньше ярусов прямого вооружения. Поэтому, некоторых прямых парусов и соответствующего рангоута нет.
Реи фок-мачты: фока-рей, фор-марса-рей, фор-брам-рей, фор-бом-брам-рей.
Реи грот-мачты: грота-рей, грот-марса-рей, грот-брам-рей, грот-бом-брам-рей.
На грот-мачте также устанавливаются грота-гик и грота-гафель.
Паруса фок-мачты: фок, фор-марсель, фор-брамсель, фор-бом-брамсель.
Паруса грот-мачты: грот, грот-трисель, грот-марсель, грот-брамсель, грот-бом-брамсель.
Передние паруса: фока-стаксель либо фор-стень-стаксель, кливер, бом-кливер, летучий кливер.
Грота-стаксели: грота-стаксель, грот-стень-стаксель, грот-брам-стень-стаксель, грот-бом-брам-стень-стаксель.

### Флейт
Парусное вооружение фок- и грот-мачт состояло из фока, грота и соответствующих марселей, а позже на больших флейтах и брамселей. 
На бизань-мачте выше обычного косого паруса поднимали прямой парус крюйсель. 
На бушприте ставили прямоугольный парус блинд, иногда бом-блинд. 
На флейтах впервые появился штурвал, что облегчило перекладку руля.

### Шнява
Шнявы имели две мачты с прямыми парусами и бушприт, стаксель и кливер. Также шнявы имели третью мачту (так называемую шняв-мачту, трисель-мачту) стоящую непосредственно вплотную за грот-мачтой с небольшим зазором, на которой несли трисель с гиком, пришнурованный передней шкаториной к этой мачте. Иногда эта мачта заменялась специальным тросом (джек-штагом), к которому кольцами присоединялась шкаторина паруса.

## Большие суда со смешанным парусным вооружением

### Бригантина (шхуна-бриг)

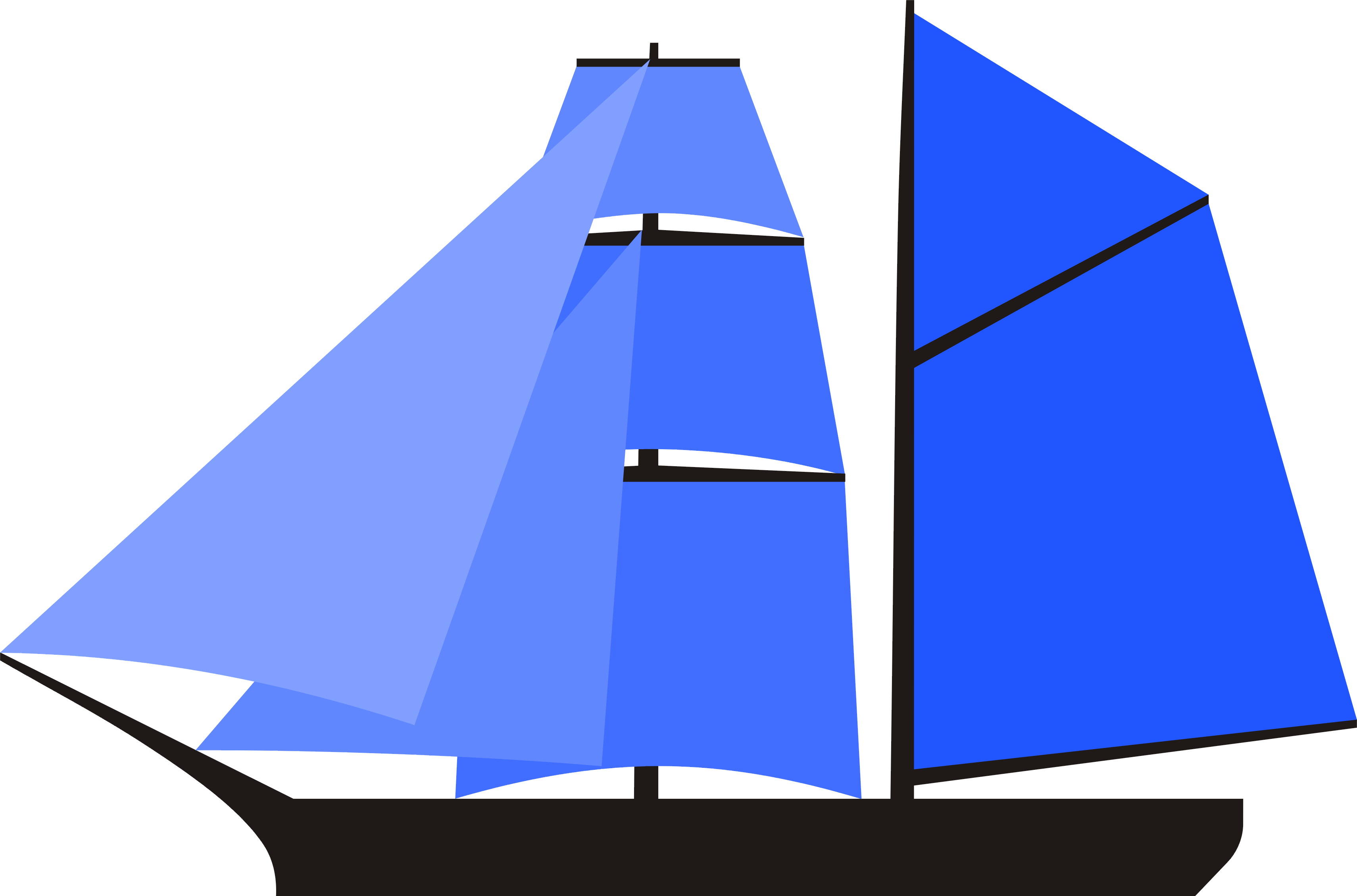
Бригантина (шхуна-бриг)

Бригантина имеет две мачты, несёт прямые паруса на фок-мачте и косые на грот-мачте. Названия их не отличаются от соответствующих парусов барка.

### Баркентина

Трёхмачтовая баркентина

Баркентина имеет не менее трёх мачт, из которых на первой (фок-) мачте несёт прямые паруса, а на остальных — косые. Соответственно, косой гафельный парус грот-мачты называется грот, топсель над ним грот-гаф-топсель (Если грот-мачт несколько, именуются с прибавлением номера), а такие же паруса бизань-мачты — бизань и крюйс-гаф-топсель.

## Большие суда с косым парусным вооружением

Двухмачтовая гафельная шхуна

Двухмачтовая бермудская шхуна

Большие суда с косым парусным вооружением называются шхунами. Тип шхуны определяется типом основных и дополнительных парусов на мачтах. Выделяют следующие типы шхун:
- Гафельная — оснащена гафельными парусами
- Бермудская — оснащена бермудскими (треугольными) парусами

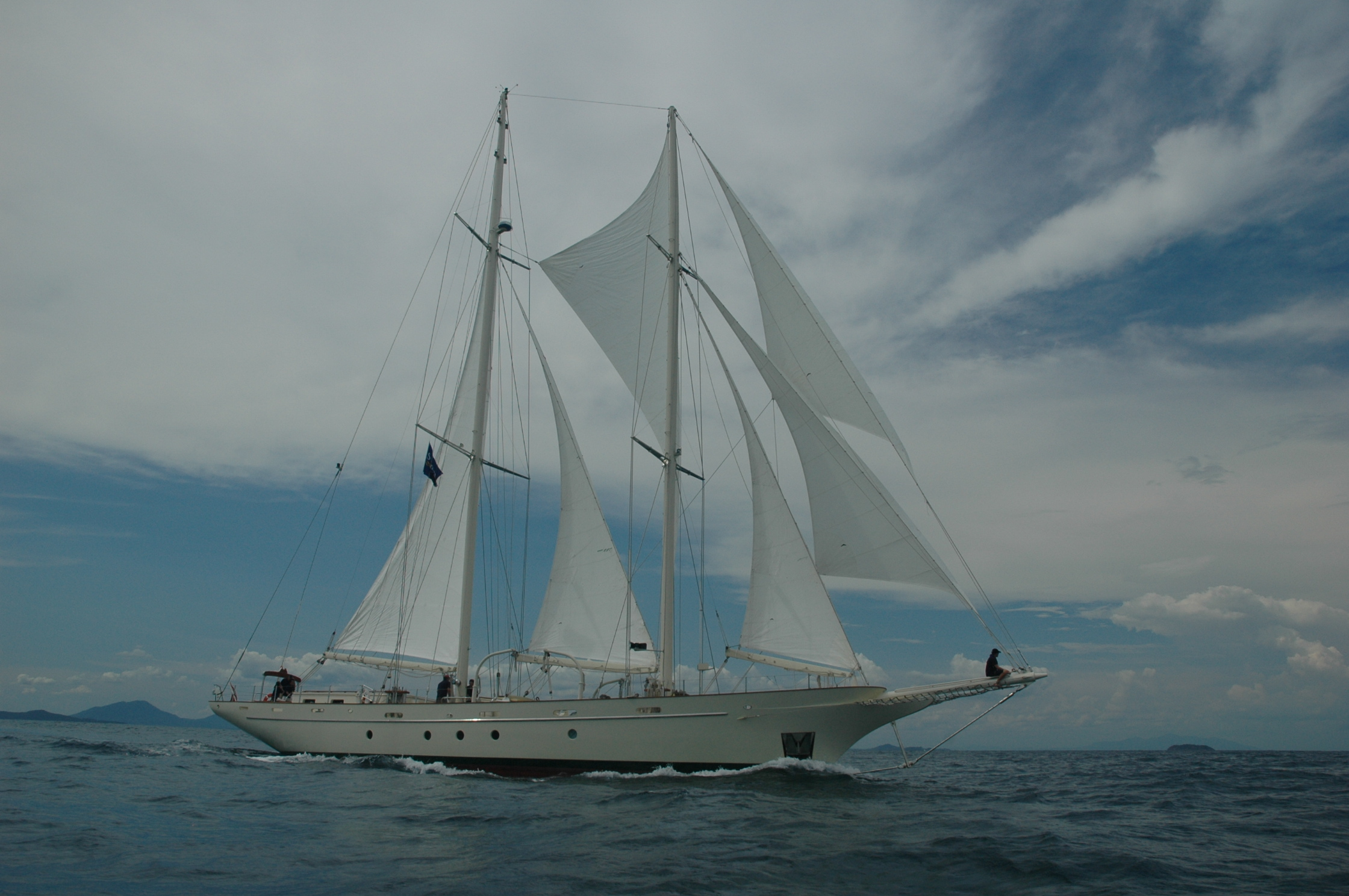
Стаксельная шхуна

- Стаксельная — основными являются стаксели на всех мачтах, их дополняют трисели и бизань

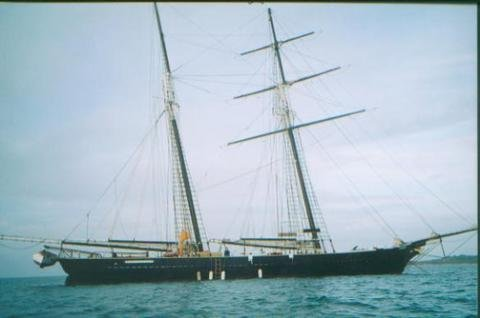
Марсельная шхуна

- Марсельная — дополнительно к косому фоку, имеет прямой марсель на фок-мачте. Может иметь прямой брифок

Последние два типа являются, строго говоря, смешанными. Однако по традиции называются шхунами и относятся к судам с косым вооружением. Отличие двухмачтовой марсельной шхуны от бригантины в том, что у первой рангоут и такелаж приспособлены прежде всего под косые паруса, а прямые устанавливаются дополнительно.

## Малые суда

### Двухмачтовые

Бермудский кеч

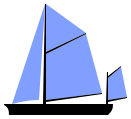
Гафельный иол

- Кеч — тип парусного вооружения. Судно имеет грот- и бизань- мачты. Определяющим признаком является то, что у кеча головка баллера руля расположена позади бизань-мачты. При вооружении судна Кечем площадь бизани составляет 15 — 25 %% от общей парусности. Может быть бермудским или гафельным. Кечем называется также местный тип парусного судна, который с XIX века стал вооружаться кечем. Но он имеет свои признаки, и обычно именуется с уточнением, например (балтийский кеч)
- Йол — тип косого вооружения. Двухмачтовое судно, имеет грот- и бизань- мачты. В отличие от кеча, у йола головка баллера руля расположена впереди бизань-мачты. Площадь бизани составляет 8 — 10 % от общей парусности. Может быть бермудским или гафельным. Йолом называется также местный тип парусного судна, необязательно вооруженный иолом, но характерный для определенного времени на Северном море.

### Одномачтовые

Гафельный тендер

Бермудский шлюп

- Тендер — одномачтовый тип со сдвинутой к миделю мачтой, имеющий гафельный или бермудский грот, топсель, несколько стакселей и кливеров. Тип грота определяет тип тендера — гафельный или бермудский

Кэт

- Куттер (от англ. cutter) — тип одномачтового парусного судна XVII—XX в. Имеет одну мачту с косым, обычно гафельным, парусным вооружением, при двух стакселях. Использовался для посыльной и разведывательной службы, а также в таможне и береговой охране. Куттер (судно) — Википедия (wikipedia.org)
- Шлюп — тип вооружения с косым гротом и одним стакселем. Если имеется гафельный грот, то над ним ставится и второй парус — гаф-топсель
- Кэт — тип вооружения с одним косым парусом